# 韩语支
韩语支，或稱三韓語、古韩语（韓語：한어/삼한어; 韓語/三韓語），是三韩，即马韩、弁韩和辰韩的语言。从3世纪的汉语文献中可见其一斑，地名中也残留了古韩语的蛛丝马迹。
三种语言间的关系，以及它们与后世朝鲜语的关系尚未形成共识。

## 记载
三韩的历史记载见于中国史书。
《三国志·乌丸鲜卑东夷传》(3世纪晚期)和《后汉书·东夷列传》(5世纪)给出了几个三韩的平行例子，且显然是基于某个汉四郡附近的共同来源。:34
好太王碑(414)上列了一些高句丽、三韩村落名，三韩间未有区分。:152
辰韩与马韩的语言不同，中国史料称辰韩与秦国存在共享的词汇，以此为基础的“辰韩为难民”说存在很大争议。:152
两份材料在弁韩和辰韩语言间的关系上意见相反，《三国志》称它们彼此相似，但《后汉书》则说它们间存在差异。:35–36
《三国志》给出了54个马韩村落名、12个弁韩村落名和12个辰韩村落名的汉语音译。
其中有些似乎包含后缀：:153:111–112
- 有6个马韩村庄以“卑离”*-peiliai结尾，这可能与后来百济地名中常见的“夫里”和晚期中世朝鲜语 -βɨr“城镇”有关。[3]:153
- 2个弁韩地名和1个辰韩地名以“弥冻”*-mietoŋ结尾，可能与晚期中世朝鲜mith和原始日语*mətə有关，两个词均意为“基础、底部”，语言学家萨缪尔·马丁认为它们同源。[3]:153
- 有一个弁韩地名以“邪马”*-jama结尾，这显然是原始日语*jama“山”。[3]:153

在4世纪，百济、伽倻和新罗分别取代了马韩、弁韩和辰韩。:234:30–33
来自这些国家的语言学证据稀少而零落，且以汉字记录，而汉字并不直接表音。
其中大部分材料还源自新罗，而新罗在7世纪晚期后实现了半岛的统一，这对其他语言而言是不小的冲击。:274–275:290
地名之外，百济语的资料显得尤为稀少而零落：:423
- 《梁书》(635)称百济语和高句丽语相同。[2]:44
- 《周书》(636)称百济人的贵族和平民称“王”的词汇不同。[10]:119
- 据《三国史记》，百济是由占领了马韩的高句丽移民建立的。[11]:38[6]:30
- 日本史书《日本书纪》在8世纪初由更早的材料汇编而来，其中就包括百济的材料，记录了42个百济词，并转写为上古日语音节（即(C)V形式），这之中丢失了不少信息。这其中约有一半似是朝鲜语系来源。[12]:424–427, 436–438

伽倻语有一个孤词出现在《三国史记》(1145)：
旃檀梁，城門名。加羅語謂門爲梁云。
“梁”用来写新罗语“山脊”，这个词在中古朝鲜语中是twol 돌“山梁”，这说明伽倻语“门”可能也接近于“twol”。它看上去很像上古日语to1(现代日语“戸”to)“门”。:40:46–47

## 解释
不同学者对这三种语言间关系的看法差距相当大，其原因主要来自如何处理当时仍分布在半岛中南部的半岛日语与韩语支语言的关系。:153–154
在韩国这个问题带有政治意味，指出韩语支语言间差异的学者会被认为是“分裂国家”。:276
基于《三国史记》的证据，李基文将那时朝鲜半岛上的语言分为扶余语系和韩语支两种。:34–36
李基文一开始也随韩国学界主流做法，将朝鲜语系分为两支。:882–883:249–250:2
后来他认为，扶余语系实际上是朝鲜语系和日本-琉球语系间的过渡。:44
白桂思认为韩语支语言属于朝鲜语系，自约7世纪起取代了日本-扶余语系语言。:27–28
亚历山大·沃文和James Marshall Unger则认为韩语支属于朝鲜语系，在4世纪被朝鲜-扶余语系语言取代。:237–238:87
基于《日本书记》和《周书》中关于表示“国王”的词的记载，河野六郎认为百济施行双语制，贵族操扶余语，普通人操古韩语。:119:84–85
尤哈·杨胡宁则认为百济是日本-琉球语系国家，朝鲜语系语言是在新罗完成统一后才扩张过来的。:294